# 長岡敦子
長岡 敦子（ながおか あつこ、女性）は、兵庫県出身・在住の日本の漫画家。

## 人物
兵庫県立加古川東高等学校卒業、兵庫教育大学中退。26歳の頃、講談社「イブニング」主催の小林まこと大賞を受賞し、漫画家デビュー。
主に桃井 ジョン（ももい ジョン）名義でボーイズラブ漫画を執筆・発表しているが、本名の長岡敦子名義でレディースコミック分野の活動も行っている。
趣味はプロレス観戦。

## 主な作品
長岡敦子名義
- 君は明日のスーパーマン - 2006年、イブニング（講談社）※デビュー作、読み切り
- ロビン・アルベルトの宿題（原作・森岡陽介） - 2013年、エブリスタ（ウェブコミック）※全10話
- ニコラオスの嘲笑 警部補・森村つぐみ（原作・郷田マモラ） - 2014年 - 2018年 、週刊女性（主婦と生活社）
- 鬼瓦さんと姫野くん - 2016年、わたしごはん（雑誌）※読み切り

桃井ジョン名義
- 純愛69 - 2009年、幻冬舎
- Limit - 2010年、幻冬舎
- どのツラさげてスキだとか - 2010年、幻冬舎
- 正しい犬のしつけ方 - 2011年、幻冬舎
- 傲慢作家のいびつな求愛 - 2011年、オークラ出版
- いばら姫に愛の手を - 2011年、幻冬舎
- わがまま王のご帰還 - 2012年、幻冬舎
- 調教の時間〜キチクな彼と純情ドレイ〜 - 2013年、オークラ出版